# Liste der Kulturdenkmäler in Niestetal
Die folgende Liste enthält die in der Denkmaltopographie ausgewiesenen Kulturdenkmäler auf dem Gebiet  der Gemeinde Niestetal, Landkreis Kassel, Hessen.
Hinweis: Die Reihenfolge der Denkmäler in dieser Liste orientiert sich zunächst an Ortsteilen und anschließend der Anschrift, alternativ ist sie auch nach der Bezeichnung, der vom Landesamt für Denkmalpflege vergebenen Nummer oder der Bauzeit sortierbar.
Kulturdenkmäler werden fortlaufend im Denkmalverzeichnis des Landes Hessen durch das Landesamt für Denkmalpflege Hessen auf Basis des Hessischen Denkmalschutzgesetzes (HDSchG) geführt. Die Schutzwürdigkeit eines Kulturdenkmals hängt nicht von der Eintragung in das Denkmalverzeichnis des Landes Hessen oder der Veröffentlichung in der Denkmaltopographie ab.

## Heiligenrode

### Gesamtanlage Historischer Ortskern
| Bild            | Bezeichnung         | Lage                                                                                                | Beschreibung                  | Bauzeit | Objekt-Nr. |
| --------------- | ------------------- | --------------------------------------------------------------------------------------------------- | ----------------------------- | ------- | ---------- |
| Bild gesucht BW |                     | Breite Straße 2, 7, Dorfstraße 32–42, Hinter der Kirche 1–2, Opferhof 1–11 LageFlur: 25, Flurstück: |                               |         | 88331 DDB  |
|                 |                     | Breite Straße 2 LageFlur: 15, Flurstück: 11/2                                                       |                               |         | 88123 DDB  |
|                 |                     | Breite Straße 7 LageFlur: 15, Flurstück: 97/1                                                       | nur als Teil der Gesamtanlage |         | 898381     |
|                 |                     | Dorfstraße 32 LageFlur: 15, Flurstück: 101/2                                                        |                               |         | 88132 DDB  |
| Bild gesucht BW |                     | Dorfstraße 34 LageFlur: 15, Flurstück: 102/1                                                        | nur als Teil der Gesamtanlage |         | 898387     |
| Bild gesucht BW |                     | Dorfstraße 36 LageFlur: 15, Flurstück: 102/1                                                        | nur als Teil der Gesamtanlage |         | 898388     |
|                 |                     | Dorfstraße 38 LageFlur: 15, Flurstück: 104/1                                                        | nur als Teil der Gesamtanlage |         | 898389     |
|                 |                     | Dorfstraße 42 LageFlur: 15, Flurstück: 105/1                                                        | nur als Teil der Gesamtanlage |         | 898390     |
| weitere Bilder  | Evangelische Kirche | Hinter der Kirche LageFlur: 15, Flurstück: 92/6                                                     |                               |         | 88135 DDB  |
|                 |                     | Hinter der Kirche 1 LageFlur: 15, Flurstück: 106                                                    |                               |         | 88134 DDB  |
|                 |                     | Opferhof 1 LageFlur: 15, Flurstück: 96/1                                                            | nur als Teil der Gesamtanlage |         | 898385     |
| Bild gesucht BW |                     | Opferhof 3 LageFlur: 15, Flurstück: 95                                                              | nur als Teil der Gesamtanlage |         | 898384     |
| Bild gesucht BW |                     | Opferhof 5 LageFlur: 15, Flurstück: 96/2                                                            | nur als Teil der Gesamtanlage |         | 898386     |
|                 |                     | Opferhof 9 LageFlur: 15, Flurstück: 88/3                                                            | nur als Teil der Gesamtanlage |         | 898382     |
|                 |                     | Opferhof 11 LageFlur: 15, Flurstück: 89/1                                                           | nur als Teil der Gesamtanlage |         | 898383     |

### Sachgesamtheit Gut und Park Windhausen
| Bild                                    | Bezeichnung                            | Lage | Beschreibung | Bauzeit | Objekt-Nr. |
| --------------------------------------- | -------------------------------------- | --- | --- | ------- | ---------- |
| Bild gesucht BW                         | Sachgesamtheit Gut und Park Windhausen | Gut Windhausen LageFlur: 27, 28, Flurstück: 31/3, 92/2, 93/1, 93/2, 93/3, 94, 95, 96/1, 97, 98, 99/1, 99/2, 99/3, 99/4, 99/5, 99/6, 99/7, 99/8, 99/9, 99/10, 99/11, 99/12, 99/13, 99/14, 99/15, 99/16, 99/17, 99/18, 99/19, 99/20, 99/21, 99/22, 99/23, 99/24, 99/25, 99/26, 99/27, 99/28, 99/29, 99/30, 99/31, 99/32, 99/33, 102/6, 103/1, 104, 105/4, 105/5 | |         | 88143 DDB  |
| Herrenhaus                              | Herrenhaus                             | Gut Windhausen 2 LageFlur: 28, Flurstück: 99/4 | |         | 88143 DDB  |
| Bild gesucht BW                         | Wohnhaus                               | Gut Windhausen 4 LageFlur: 28, Flurstück: 99/23 | |         | 88143 DDB  |
| Bild gesucht BW                         | Wohnhaus                               | Gut Windhausen 5 LageFlur: 28, Flurstück: 99/24 | |         | 88143 DDB  |
| Bild gesucht BW                         | Wohnhaus                               | Gut Windhausen 6 LageFlur: 28, Flurstück: 99/25 | |         | 88143 DDB  |
| Bild gesucht BW                         | Wohnhaus                               | Gut Windhausen 7 LageFlur: 28, Flurstück: 99/26 | |         | 88143 DDB  |
| Bild gesucht BW                         | Wohnhaus                               | Gut Windhausen 8 LageFlur: 28, Flurstück: 99/27 | |         | 88143 DDB  |
| Bild gesucht BW                         | Wohnhaus                               | Gut Windhausen 9 LageFlur: 28, Flurstück: 99/28 | |         | 88143 DDB  |
| Bild gesucht BW                         | Wohnhaus                               | Gut Windhausen 10 LageFlur: 27, 28, Flurstück: 99/29 | |         | 88143 DDB  |
| Bild gesucht BW                         | Schlag I                               | LageFlur: 28, Flurstück: 96/1 | der zum Gut gehörende Offenlandbereich südlich des Gutes zwischen Kreisstraße 5 im Westen und dem Diebachsgraben im Süden und Osten, im Detail nur die südlichen 250 Meter des Waldes zwischen Teufelsbrücke und Mausoleum |         | 88143 DDB  |
| Bild gesucht BW                         | Schlag IV VI VII                       | LageFlur: 27, 28, Flurstück: 31/3, 98, 99/1, 99/2, 99/3, 99/4, 99/5, 99/6, 99/7, 99/8, 99/9, 99/10, 99/11, 99/12, 99/13, 99/14, 99/15, 99/16, 99/17, 99/18, 99/19, 99/20, 99/21, 99/22, 99/30, 102/6, 105/4, 105/5 | zum Gut gehörende Offenlandbereiche westlich und östlich des Gutes, im Detail nur die unbebauten Flächen um die Gutsgebäude herum und das östliche Tor                                                                     |         | 88143 DDB  |
| Bild gesucht BW                         | Windhäuser Wald                        | LageFlur: 28, Flurstück: 92/2, 93/1, 93/2, 93/3, 94, 95 | |         | 88143 DDB  |
| Bild gesucht BW                         | Affenteich                             | LageFlur: 28, Flurstück: 97 | |         | 88143 DDB  |
| Bild gesucht BW                         | Scheune                                | Gut Windhausen 2 LageFlur: 28, Flurstück: 99/3 | |         | 88143 DDB  |
| Bild gesucht BW                         | östliches Wirtschaftsgebäude           | Gut Windhausen 2 LageFlur: 28, Flurstück: 99/33 | |         | 88143 DDB  |
| Bild gesucht BW                         | Verwalterhaus                          | Gut Windhausen LageFlur: 28, Flurstück: 103/1 | |         | 88143 DDB  |
| Bild gesucht BW                         | Landschaftsgarten                      | LageFlur: 28, Flurstück: 93/1, 93/2, 93/3, 94, 95 | |         | 88143 DDB  |
| Bild gesucht BW                         | Affendenkmal                           | LageFlur: 28, Flurstück: 98 | |         | 88143 DDB  |
| Bild gesucht BW                         | Teufelsbrücke                          | LageFlur: 28, Flurstück: 96/1 | |         | 88143 DDB  |
| Bild gesucht BW                         | Mausoleum                              | LageFlur: 28, Flurstück: 96/1 | |         | 88143 DDB  |
| Direkt Bild zu diesem Denkmal hochladen | Affenhaus                              | Flur: 28, Flurstück: 95 | |         | 88143 DDB  |
| Bild gesucht BW                         | Freundschaftsstein                     | LageFlur: 28, Flurstück: 95 | |         | 88143 DDB  |
| Bild gesucht BW                         | Hertha-Altar                           | LageFlur: 28, Flurstück: 92/2 | |         | 88143 DDB  |
| Bild gesucht BW                         | Arminiusgrab                           | LageFlur: 28, Flurstück: 92/2 | |         | 88143 DDB  |
| Bild gesucht BW                         | Thuscio-Stein                          | LageFlur: 28, Flurstück: 92/2 | |         | 88143 DDB  |
| Bild gesucht BW                         | Schlossteich                           | LageFlur: 28, Flurstück: 104 | |         | 88143 DDB  |

### Einzeldenkmale
| Bild            | Bezeichnung     | Lage                                                         | Beschreibung | Bauzeit | Objekt-Nr. |
| --------------- | --------------- | ------------------------------------------------------------ | ------------ | ------- | ---------- |
|                 |                 | Breite Straße 11 LageFlur: 15, Flurstück: 80/1               |              |         | 88124 DDB  |
|                 |                 | Breite Straße 13 LageFlur: 15, Flurstück: 81/2               |              |         | 88125 DDB  |
| Bild gesucht BW |                 | Dorfstraße 4 LageFlur: 14, Flurstück: 157/3                  |              |         | 88126 DDB  |
| Bild gesucht BW |                 | Dorfstraße 6 LageFlur: 14, Flurstück: 155, 155/1             |              |         | 88127 DDB  |
| Bild gesucht BW | Streckhof       | Dorfstraße 7/9 LageFlur: 14, Flurstück: 142/2                |              |         | 88399 DDB  |
| Bild gesucht BW |                 | Dorfstraße 10 LageFlur: 14, Flurstück: 153/5                 |              |         | 88128 DDB  |
|                 |                 | Dorfstraße 15 LageFlur: 14, Flurstück: 137/7                 |              |         | 88129 DDB  |
|                 |                 | Dorfstraße 27 LageFlur: 14, Flurstück: 112/2                 |              |         | 88130 DDB  |
| Bild gesucht BW |                 | Dorfstraße 28 LageFlur: 15, Flurstück: 10/10                 |              |         | 88131 DDB  |
|                 |                 | Dorfstraße 48 LageFlur: 15, Flurstück: 114/1                 |              |         | 88133 DDB  |
| Bild gesucht BW | Klemmsche Mühle | Niestetalstraße 15 LageFlur: 2, Flurstück: 61/2              |              |         | 88136 DDB  |
| Bild gesucht BW |                 | Wicherstraße 6 LageFlur: 14, Flurstück: 128/1                |              |         | 88137 DDB  |
| Bild gesucht BW |                 | Witzenhäuser Straße 5 LageFlur: 14, Flurstück: 29/6          |              |         | 88139 DDB  |
| Bild gesucht BW |                 | Witzenhäuser Straße 21 LageFlur: 14, Flurstück: 46/1         |              |         | 88140 DDB  |
| Bild gesucht BW |                 | Witzenhäuser Straße 27 LageFlur: 14, Flurstück: 49/12, 49/13 |              |         | 88142 DDB  |
| Bild gesucht BW |                 | Witzenhäuser Straße 29 LageFlur: 14, Flurstück: 49/12, 49/13 |              |         | 88142 DDB  |

## Sandershausen

### Sachgesamtheit Grenzbrücke und -steine
| Bild            | Bezeichnung                            | Lage                                                                    | Beschreibung                                           | Bauzeit | Objekt-Nr. |
| --------------- | -------------------------------------- | ----------------------------------------------------------------------- | ------------------------------------------------------ | ------- | ---------- |
| Bild gesucht BW | Sachgesamtheit Grenzbrücke und -steine | Hannoversche Straße (L 562) LageFlur: 15, 16, Flurstück: 21/5, 53, 84/1 | Steinbrücke über den Brandgraben und sechs Grenzsteine |         | 88401 DDB  |
| Bild gesucht BW | Lieth                                  | LageFlur: 15, 16, Flurstück: 21/5                                       | westlich der Hannoversche Straße gelegene Flur         |         | 88401 DDB  |
| Bild gesucht BW | Vorm Rauhlöver                         | LageFlur: 16, Flurstück: 53                                             | östlich der Hannoversche Straße gelegene Flur          |         | 88401 DDB  |

### Einzeldenkmale
| Bild            | Bezeichnung         | Lage                                                    | Beschreibung | Bauzeit | Objekt-Nr. |
| --------------- | ------------------- | ------------------------------------------------------- | ------------ | ------- | ---------- |
| Bild gesucht BW |                     | Auf der Bleiche 4 LageFlur: 12, Flurstück: 29/14, 29/4  |              |         | 88144 DDB  |
| Bild gesucht BW | Herrenhaus          | Gut Ellenbach LageFlur: 25, Flurstück: 36/16            |              |         | 88151 DDB  |
| Bild gesucht BW | Stall               | Gut Ellenbach LageFlur: 25, Flurstück: 36/16            |              |         | 88152 DDB  |
| Bild gesucht BW |                     | Hannoversche Straße 84 LageFlur: 12, Flurstück: 223/7   |              |         | 88145 DDB  |
| Bild gesucht BW |                     | Hannoversche Straße 98 LageFlur: 12, Flurstück: 202/3   |              |         | 88146 DDB  |
| Bild gesucht BW |                     | Hannoversche Straße 100 LageFlur: 12, Flurstück: 202/1  |              |         | 88146 DDB  |
| Bild gesucht BW |                     | Hannoversche Straße 101 LageFlur: 12, Flurstück: 90/1   |              |         | 88147 DDB  |
| Bild gesucht BW | Fachwerkwohnhaus    | Hannoversche Straße 105 LageFlur: 12, Flurstück: 95/2   |              |         | 952743 DDB |
| Bild gesucht BW | Ehemaliges Zollhaus | Hannoversche Straße 151 LageFlur: 15, Flurstück: 180/72 |              |         | 88400 DDB  |
| Bild gesucht BW | Evangelische Kirche | Kirchgasse LageFlur: 12, Flurstück: 125                 |              |         | 88150 DDB  |
| Bild gesucht BW | Ehemalige Schule    | Kirchgasse 1 LageFlur: 12, Flurstück: 326/124           |              |         | 88148 DDB  |
| Bild gesucht BW |                     | Kirchgasse 2 LageFlur: 12, Flurstück: 161/8             |              |         | 88149 DDB  |